# Courtland (Alabama)
Courtland es un pueblo ubicado en el condado de Lawrence en el estado estadounidense de Alabama. En el censo de 2010, su población era de 609 habitantes. 

## Demografía
En el 2000 la renta per cápita promedia del hogar era de $ 27.500$ , y el ingreso promedio para una familia era de 36.000$. El ingreso per cápita para la localidad era de 14.456$. Los hombres tenían un ingreso per cápita de 31.250$ contra 17.188$ para las mujeres.

## Geografía
Courtland está situado en 34°40′6″N 87°18′39″O / 34.66833, -87.31083 (34.668457, -87.310821).
Según la Oficina del Censo de los EE. UU., la ciudad tiene un área total de 2.33 millas cuadradas (6.03 km ²).